# Tutmonda Esperantista Junulara Organizo
La Tutmonda Esperantista Junulara Organizo (AFI: /tutˈmonda junuˈlara orɡaˈnizo/), o più brevemente TEJO (Organizzazione Esperantista Giovanile Mondiale, in lingua esperanto) è un'associazione esperantista che coordina a livello mondiale le diverse associazioni giovanili attive nei singoli paesi. Il suo proposito è quello di raggruppare giovani di tutto il mondo accomunati dalla conoscenza della lingua esperanto.
La sua fondazione, sotto il nome di Tutmonda Junular-Organizo (Organizzazione Mondiale della Gioventù), risale al 1938; il nome attuale fu scelto nel 1952. Pochi anni dopo, nel 1956, la TEJO assunse l'attuale status di sezione giovanile della Associazione Universale Esperanto; l'integrazione completa delle due organizzazioni, dal punto di vista finanziario e amministrativo, terminò nel 1971.

## Struttura
La TEJO ammette sia membri individuali (giovani esperantisti) che associazioni aderenti (le associazioni giovanili dei singoli paesi); attualmente 42 associazioni aderiscono alla TEJO, e vi sono contatti meno stringenti con altre 13 associazioni nazionali.

## Attività
La TEJO è responsabile dell'organizzazione del Congresso Internazionale Giovanile (Internacia Junulara Kongreso, IJK), che avviene ogni anno in un luogo diverso del pianeta; si tratta di un festival esperantista caratterizzato da concerti, conferenze, escursioni e attività ricreative, generalmente della durata di una settimana, e a cui partecipano mediamente alcune centinaia di giovani di numerose nazionalità differenti.
La TEJO cura inoltre la pubblicazione del Pasporta Servo, il bollettino che regola gli scambi di ospitalità fra esperantisti di tutto il mondo che si rendono disponibili ad ospitare gratuitamente altri esperantisti.
La TEJO pubblica anche una rivista, Kontakto, dedicata ai principianti.
Ogni anno l'associazione organizza infine numerosi seminari su temi di attualità, come ad esempio (in passato) i diritti umani, la globalizzazione, Internet, le politiche linguistiche. I seminari durano generalmente una settimana, e vi prendono parte giovani di differenti nazionalità.

## Storia
- 1920: fondazione della Associazione Mondiale della Gioventù Esperantista (Tutmonda Esperantista Junulara Asocio, TEJA), che negli anni a venire cesserà le proprie attività.
- 1938: durante il primo IJK, a Groet (NL), oltre duecento giovani provenienti da dieci nazioni fondano ufficialmente la Tutmonda Junulara Organizo (TJO), precursore della TEJO.
- 1939: a Tervuren (BE) ha luogo il secondo IJK.
- 1947: la TJO diventa una sezione speciale dell'Associazione Universale Esperanto.
- 1948: ad Ipswich (GB) ha luogo il terzo IJK. A partire da questo anno, l'evento viene ripetuto ogni anno.
- 1952: durante l'ottavo IJK, a Ry (DK), la TJO assume l'attuale denominazione di TEJO. L'associazione attraversa un periodo di forti difficoltà organizzative ed economiche.
- 1956: durante il dodicesimo IJK, a Büsum (DE), la TEJO accetta di divenire la sezione giovanile dell'Associazione Universale Esperanto. Inizia un periodo di riorganizzazione interna.
- 1960: il processo di riorganizzazione si chiude durante il sedicesimo IJK, a Rotterdam (NL). La TEJO inaugura le prime collaborazioni con associazioni giovanili non esperantiste di diverse nazioni.
- 1963: nasce Kontakto, la rivista bimestrale della TEJO.
- 1964: vengono pubblicati i primi volantini in diverse lingue nazionali, e si affermano i primi gruppi di contatto con le associazioni giovanili non esperantiste, per diffondere la conoscenza dell'esperanto.
- 1965: a Lubiana (SI) ha luogo il primo seminario della TEJO, sul tema dei problemi linguistici, cui partecipano numerose organizzazioni giovanili non esperantiste.
- 1966: in Argentina viene lanciato il "Programme Passport", precursore dell'attuale Pasporta Servo.
- 1983: viene lanciata TEJO Tutmonde, seconda rivista della TEJO, incentrata sui temi relativi al movimento esperantista.

## Sezioni nazionali
Segue un prospetto di tutte le sezioni nazionali riconosciute dalla TEJO.
- Argentina: Argentina Esperantista Junulara Organizo
- Austria: Aŭstria Esperanto Junularo
- Belgio: Flandra Esperantista Junulara Asocio
- Brasile: Brazila Esperantista Junulara Organizo
- Bulgaria: Bulgara Esperanto-Junularo
- Burundi: Junulara Esperantista Burundia Organizo
- Canada: Junularo Esperantista Kanada
  -  Québec: Kebekia Esperantista Junulara Organizo
- Cina: Ĉina Junulara Esperanto-Asocio
  -  Hong Kong: Honkonga Junulara Esperanto-Asocio
- Congo-Léopoldville: Demokratia Kongolanda E-ista Junulara Organizo
- Corea del Sud: Korea Esperanto-Junularo
- Croazia: Kroatia Esperanto-Junulara Asocio
- Cuba: sezione giovanile della KEA
- Danimarca: Esperantista Junulara Dana Organizo
- Finlandia: Finnlanda Esperantista Junulara Organizo
- Francia: Junulara Esperantista Franca Organizo
- Germania: Germana Esperanto-Junularo
- Giappone: Japana Esperanto-Junularo
- Grecia: sezione giovanile della HEA
- Haiti: Haita Esperanto Junulara Asocio
- Iran: Irana Esperantista Junulara Organizo
- Israele: Junulara Esperanto-Ligo en Israelo
- Italia: Itala Esperantista Junularo
- Lituania: Litova Esperantista Junulara Ligo
- Madagascar: Junulara Esperantista Organizo de Madagaskaro
- Norvegia: Norvega Junularo Esperantista
- Paesi Bassi: Nederlanda Esperanto-Junularo
- Polonia: Pola Esperanto-Junularo
- Portogallo: Portugala Esperanto-Junularo
- Regno Unito: Junularo Esperantista Brita
- Rep. Ceca: Ĉeĥa Esperanto-Junularo
- Romania: Rumana Esperantista Junulara Asocio
- Russia: Rusia Esperantista Junulara Movado
- Serbia: Serbia Esperanto-Junulara Organizo
- Slovacchia: Slovakia Esperanta Junularo
- Spagna: Hispana Esperantista Junulara Societo
  -  Catalogna: Kataluna Esperanto-Junularo
- Stati Uniti: Usona Esperantista Junularo
- Svezia: Sveda Esperantista Junulara Unuiĝo
- Svizzera: Junularo Esperanta Svislanda
- Togo: Junulara Organizo de Togolandaj Esperantistoj
- Ucraina: Ukrainio Ligo Esperantista Junulara
- Ungheria: Hungara Esperanto-Junularo
- Vietnam: Vjetnama Esperanto-Junularo